# Quảng Nghiệp
Quảng Nghiệp là một xã thuộc huyện Tứ Kỳ, tỉnh Hải Dương, Việt Nam.
Xã Quảng Nghiệp có diện tích 3,72 km², dân số năm 1999 là 3995 người, mật độ dân số đạt 1074 người/km².
Xã Quảng Nghiệp vốn có tên là An Nghiệp với 3 thôn là: thôn Mạc, thôn Kiêm và thôn Mỹ Đức.